# Cyril J. Mockridge
Cyril John Mockridge (* 6. August 1896 in London; † 18. Januar 1979 in Honolulu, Hawaii) war ein britisch-US-amerikanischer Filmmusikkomponist.

## Leben
Mockridge war zunächst Pianist und erhielt seine Klavierausbildung an der Royal Academy of Music in seiner Heimatstadt London. 1922 wanderte er in die USA aus, da er sich hier größere berufliche Chancen ausrechnete. Mit Beginn des Tonfilms erhielt er ab 1931 erste Angebote aus der Filmbranche. Für die 20th Century Fox arbeitete er als Arrangeur und später auch als Komponist. Oftmals schrieb er Filmmusiken in Zusammenarbeit mit David Buttolph und David Raksin. Ab 1959 arbeitete vor allem für das Fernsehen. Mockridge erhielt bei der Oscarverleihung 1956 eine Oscarnominierung für die musikalische Bearbeitung des Musicals Guys and Dolls gemeinsam mit Jay Blackton. Er galt als routinierter Handwerker, der ebenso passende Songs für Komödien schrieb, wie dramatische Untermalungen von Western oder Dramen. Sein Schaffen umfasst mehr als 250 Produktionen.

## Filmografie (Auswahl)
- 1933: Die Schule der Liebe (My Weakness)
- 1934: Judge Priest
- 1934: Das Leben geht weiter (The World Moves On)
- 1935: Oberst Shirley (The Little Colonel)
- 1935: Der Mann, der die Bank von Monte Carlo sprengte (The Man Who Broke the Bank at Monte Carlo)
- 1935: Way Down East
- 1936: Signale nach London (Lloyd’s of London)
- 1936: Sing, Baby, Sing
- 1936: Sonnenmädel (Dimples)
- 1937: Im siebenten Himmel (Seventh Heaven)
- 1937: Danger – Love at Work
- 1937: Second Honeymoon
- 1939: Der Hund von Baskerville (The Hound of the Baskervilles)
- 1939: Damals in Hollywood (Hollywood Calvacade)
- 1939: Die Abenteuer des Sherlock Holmes (The Adventures of Sherlock Holmes)
- 1939: Die kleine Prinzessin (The Little Princess)
- 1939: Swanee River
- 1940: Lillian Russell
- 1940: Galopp ins Glück (Down Argentine Way)
- 1941: I Wake Up Screaming
- 1942: Nacht im Hafen (Moontide)
- 1942: Die Geheimagenten (A-Haunting We Will Go)
- 1943: Ritt zum Ox-Bow (The Ox-Bow Incident)
- 1943: Der Tänzer auf den Stufen (Stormy Weather)
- 1943: Coney Island
- 1943: Holy Matrimony
- 1943: The Gang’s All Here
- 1944: Fünf Helden (The Sullivans)
- 1944: Sweet and Low-Down
- 1944: Irish Eyes Are Smiling
- 1945: Dolly Sisters (The Dolly Sisters)
- 1945: Thunderhead – der vierbeinige Teufel (Thunderhead, Son of Flicka)
- 1946: Faustrecht der Prärie (My Darling Clementine)
- 1946: Cluny Brown auf Freiersfüßen (Cluny Brown)
- 1946: Feind im Dunkel (The Dark Corner)
- 1947: Das Wunder von Manhattan (Miracle on 34th Street)
- 1947: Der Scharlatan (Nightmare Alley)
- 1947: Karneval in Costa Rica (Carnival in Costa Rica)
- 1948: Green Grass of Wyoming
- 1948: Deep Waters
- 1948: The Walls of Jericho
- 1948: The Luck of the Irish
- 1948: Nachtclub-Lilly (Road House)
- 1948: Ich heirate dich doch (That Wonderful Urge)
- 1948: Eine Dachkammer für zwei (Apartment for Peggy)
- 1949: …und der Himmel lacht dazu (Come to the Stable)
- 1949: Ich war eine männliche Kriegsbraut (I Was a Male War Bride)
- 1949: Dancing in the Dark
- 1949: Seemannslos (Down to the Sea in Ships)
- 1949: Sturmflug (Slattery's Hurricane)
- 1950: Faustrecht der Großstadt (Where the Sidewalk Ends)
- 1950: Der Held von Mindanao (American Guerrilla in the Philippines)
- 1950: Varieté-Prinzessin (Wabash Avenue)
- 1950: A Ticket to Tomahawk
- 1950: I’ll Get By
- 1950: Stella
- 1951: As Young as You Feel
- 1951: Froschmänner (The Frogmen)
- 1951: Let’s Make It Legal
- 1951: The Model and the Marriage Broker
- 1951: Cornelia tut das nicht (Elopement)
- 1951: Mr. Belvederes zweite Jugend (Mr. Belvedere Rings the Bell)
- 1952: Wir sind gar nicht verheiratet (We’re Not Married)
- 1952: Die Maske runter (Deadline – U.S.A.)
- 1952: Casanova wider Willen (Dreamboat)
- 1953: Wie angelt man sich einen Millionär? (How to Marry a Millionaire)
- 1954: Das unsichtbare Netz (Night People)
- 1954: Fluß ohne Wiederkehr (River of No Return)
- 1955: Ein Mann liebt gefährlich (Many Rivers to Cross)
- 1956: Bus Stop
- 1956: Die Frau im goldenen Cadillac (The Solid Gold Cadillac)
- 1957: Sirene in Blond (Will Success Spoil Rock Hunter?)
- 1957: Eine Frau, die alles weiß (Desk Set)
- 1960: Flammender Stern (Flaming Star)
- 1962: Der Mann, der Liberty Valance erschoß (The Man Who Shot Liberty Valance)
- 1963: Die Hafenkneipe von Tahiti (Donovan’s Reef)